# Баштиник
Баштиник је био поседник или наследник баштине.

## Значење
Иако се понегде и парици јављају као поседници баштине, у доба развијеног феудализма баштиници су припадници повлашћеног сталежа, најчешће властела. Баштиник је поседник са неограниченим правима уколико испуњава обавезе према врховном господару. Према Душановом законику, властела је, пре свега, била дужна да ратује по законику. Баштиници су на свом поседу подизали баштинске цркве којима су располагали као приватним добром. Овим црквама нису управљали епископ или митрополит. Српско средњовековно парохијско свештенство делило се на попове баштинике и попове без баштине којима су припадале три њиве законите (уобичајена сељачка парцела).